# Filmbox
FilmBox je televizní stanice, která vysílá výhradně filmy. Vysílá v Česku, na Slovensku, v Polsku, v Maďarsku a v Rumunsku. Filmová základna distribuční společnosti SPI International obsahuje 1300 filmů. Společnost SPI International patří k největším nezávislým distributorům filmů ve střední Evropě[zdroj⁠?!]. V České republice se včetně základní verze vysílají: Extra (HD), Premium (HD), Stars a Family. V zahraničí se vysílají ještě verze Arthouse, Action a Basic.